# Volemys millicens
Volemys millicens е вид гризач от семейство Мишкови (Muridae).

## Разпространение
Видът е разпространен в Китай (Съчуан).